# Kyōhei Tsutsumi
Pour les articles homonymes, voir Tsutsumi.
Kyōhei Tsutsumi (筒美 京平, Tsutsumi Kyōhei), né Eikichi Watanabe (渡辺 栄吉, Watanabe Eikichi) le 28 mai 1940 à Tokyo, et mort le 7 octobre 2020, est un compositeur, réalisateur artistique, et arrangeur japonais.
Tsutsumi commence sa carrière en tant que compositeur vers 1966, et se fait connaître en tant que compositeur de la chanson Blue Light Yokohama par Ayumi Ishida dans les années 1960. Il a publié près de 3 000 compositions à ce jour, plus de 500 qui sont entrés dans le classement des singles Oricon japonais. Tsutsumi a vendu plus de 76 millions d'unités sur un tableau unique du pays à partir de 1968,.

## Discographie partielle
- Kyohei Tsutsumi Tribute: The Popular Music (2007)